# André Barz
André Barz (* 1963 in Karl-Marx-Stadt) ist ein deutscher Theaterpädagoge.

## Leben
Von 1982 bis 1986 studierte er Deutsch und Geschichte an der PH Leipzig. Nach der Promotion in Leipzig 1989 und Habilitation ebenda 1996 wurde er 2005 Universitätsprofessor für Theaterpädagogik an der Universität Siegen.

## Schriften (Auswahl)
- Psychologische Aspekte des darstellenden Spiels. Frankfurt am Main 1992, ISBN 3-89349-442-1.
- Literaturunterricht und Massenmedien. Probleme und Positionen. Frankfurt am Main 1996, ISBN 3-8267-2419-4.
- Vom Umgang mit darstellendem Spiel. Berlin 1998, ISBN 3-06-102823-4.
- Kennst du E. T. A. Hoffmann? Für Leser ab 12 Jahre vorgestellt in höchstselbiger Manier. Weimar 2011, ISBN 978-3-937601-31-1.